# Kajeputolie
Kajeputolie of kajapoetolie (Bahasa Indonesia: Minyak kayu putih) is een etherische olie die gewonnen wordt door stoomdestillatie van de bladeren en twijgjes van de Melaleuca leucadendron of kajeputboom en andere soorten uit het geslacht Melaleuca dat inheems is in Zuidoost-Azië, het noorden van Australië, op de Salomoneilanden en in Nieuw-Guinea.
De olie heeft een sterke eucalyptusachtige geur. Ze bevat veel terpenen, vooral eucalyptol en verder ook onder andere terpineen-4-ol. Ze heeft antiseptische eigenschappen. 
De olie kan gebruikt worden als geurstof in cosmetische producten of vanwege de antibacteriële werking in therapeutische preparaten.
Kajapoetolie wordt als huismiddel gebruikt tegen spier-, gewrichts- en zenuwpijn.